# Brandon Manning
Brandon Manning, född 4 juni 1990 i Prince George, är en kanadensisk professionell ishockeyspelare som spelar för Edmonton Oilers i NHL.
Han har tidigare spelat på NHL-nivå för Chicago Blackhawks, Philadelphia Flyers och på lägre nivåer för Lehigh Valley Phantoms och Adirondack Phantoms i AHL och Chilliwack Bruins i WHL.
Manning blev aldrig draftad av något lag.

## Spelarkarriär

### NHL

#### Philadelphia Flyers
Manning spelade sex säsonger för Flyers mellan 2011 och 2018.

#### Chicago Blackhawks
Han skrev som free agent på ett tvåårskontrakt värt 4,5 miljoner dollar med Chicago Blackhawks den 1 juli 2018.

#### Edmonton Oilers
Den 30 december 2018 blev han tradad till Edmonton Oilers tillsammans med Robin Norell i utbyte mot Drake Caggiula och Jason Garrison.